# Joseph Barboza
Joseph Barboza (New Bedford, 20 de setembro de 1932 - Califórnia, 11 de fevereiro de 1976) foi um mafioso Luso-Americano e notório assassino da La Cosa Nostra, de Boston, da família do crime Raymond Patriarca durante a década de 1960, conhecido por “Animal”.